# Calceolaria cajabambae
Calceolaria cajabambae är en toffelblomsväxtart som beskrevs av Kränzl.. Calceolaria cajabambae ingår i släktet toffelblommor, och familjen toffelblomsväxter. Inga underarter finns listade i Catalogue of Life.